# Rick Warden
Richard George Warden, connu sous le nom de Rick Warden (né le 29 septembre 1971), est acteur de télévision et de cinéma anglais.
Warden s'est marié à l'actrice Lucy Barker le 1er mai 2004.
Il est connu pour ses multiples apparitions dans des séries télévisées comme Frères d'armes dans le rôle du Lieutenant Harry Welsh ou encore dans la série historique de HBO Rome dans le rôle de Quintus, fils de Pompée. Plus récemment[Quand ?], il joue le rôle de Michael, possédé par un démon, dans Apparitions, une production de la BBC.